# Bernardo d'Italia
Bernardo d'Italia (797 – 17 agosto 818) fu re dei Longobardi dall'810 all'818.

## Origine
Secondo la Vita Hludowici Imperatoris Bernardo era figlio del re dei Longobardi, Pipino I (a sua volta secondo figlio maschio dell'imperatore Carlo Magno e dalla terza moglie, Ildegarda (758-783), figlia del conte Geroldo di Vinzgouw ed Emma di Alamannia, figlia di Hnabi, duca di Alamannia) e di una sua concubina. Anche lo storico francese Christian Settipani, esperto di genealogie, citando una litania di San Gallo che elenca Bernardo tra i Carolingi di nascita illegittima, conferma la illegittimità di Bernardo.

## Biografia
Bernardo rimase orfano all'età di circa tredici anni, infatti suo padre, Pipino morì nell'810, per una malattia contratta all'assedio di Venezia. Il nonno Carlo Magno, pur riconoscendogli il diritto di succedere al padre, sino all'età di 15 anni lo inviò nel monastero di Fulda.
Bernardo, secondo Eginardo, fu inviato ufficialmente in Italia (col titolo di Rex Longobardorum) dall'imperatore nell'812. Il nuovo re venne accettato e rispettato dai nobili italiani, anche se il suo potere era caratterizzato da una forte dipendenza e un controllo continuo da parte di Carlo Magno, che, per questo motivo, aveva inviato in Italia, assieme a Bernardo, i cugini Adelardo di Corbie e Wala, figli di suo zio Bernardo.
Bernardo fu solennemente confermato, ad Aquisgrana, l'11 settembre 813, come vassallo di suo nonno (Ünterkönig), l'imperatore, Carlo Magno.
La situazione non cambiò neanche quando l'imperatore morì (gennaio 814) e il suo posto venne preso da suo figlio Ludovico il Pio. Nonostante ciò, Bernardo e Ludovico avevano un buon rapporto. Nel novembre 816, Ludovico descrive Bernardo in un documento ufficiale come dilectus filius noster.
I problemi politici tra i due regnanti nacquero nell'817, alla dieta di Aquisgrana, con l'emissione dell'Ordinatio Imperii (Ordinamento dell'impero: Provvedimento emanato per regolare la successione): al suo primogenito, Lotario, concesse il titolo imperiale, e con l'incoronazione a imperatore aggiunto, fu sancita la sua superiorità sui fratelli, mentre al secondogenito, Pipino, concesse la sovranità, col titolo di re, sull'Aquitania, il tolosano e la Settimania, che già governava, e al terzogenito, Ludovico, che sarà detto il Germanico, concesse la sovranità, col titolo di re, sulla Baviera, la Carinzia e la Boemia.
Nel documento, di Bernardo, non veniva fatta parola. Dell'Italia veniva detto solo che sarebbe passata alle dipendenze del nuovo imperatore, come il resto dell'impero. I motivi che spinsero Ludovico a prendere questa decisione sono tutt'oggi poco chiari perché Bernardo non aveva mai ostacolato l'imperatore, ma anzi gli aveva sempre giurato fedeltà. Probabilmente però, era stato convinto da sua moglie, l'imperatrice Ermengarda di Hesbaye, la quale aveva una grande influenza sul marito, e voleva favorire i propri figli.
Bernardo, temendo di perdere il potere, influenzato da alcuni ecclesiastici (il vescovo di Milano, Anselmo e quello di Orléans, Teodulfo) e nobili del suo regno (il ciambellano Raniero ed il conte Egidio), progettò un tentativo di ribellione, che, secondo il cronista Thegan di Treviri, avrebbe dovuto usurpare il trono imperiale e occupò con le sue truppe i principali passi delle Alpi occidentali senza però mai sembrare intenzionato ad attaccare. Si trattò più che altro di una mossa di carattere difensivo anche perché Bernardo era ben consapevole di essere militarmente inferiore alle forze imperiali. 

L'imperatore, dopo essere stato informato sugli avvenimenti in corso, dal vescovo di Verona, Ratoldo e dal conte di Brescia, Suppone (forse suo parente acquisito, avendo sposato la supponide Cunegonda; questa filiazione della consorte è tuttavia non accettata in modo unanime dagli studiosi), lasciata Aquisgrana, si mise a capo del suo esercito presso Chalon-sur-Saône (Francia), dove, per prepararsi ad un eventuale conflitto armato, aveva radunato il suo esercito composto da truppe provenienti da tutte le parti del regno. Bernardo, si spaventò e valutando di non poter affrontare lo zio, assieme ai suoi seguaci più fedeli, si recò a Chalon, onde poter incontrare lo zio. Bernardo si presentò, ma con l'inganno fu messo sotto custodia, coi suoi fedeli.
Nella primavera dell'anno successivo (818), ad Aquisgrana, si tenne una dieta e ci fu il processo contro il re dei Longobardi e i suoi alleati. Gli ecclesiastici vennero privati delle loro cariche (Teodulfo fu privato della carica di vescovo di Orléans) e mandati in esilio o condannati alla clausura monastica, mentre Bernardo e gli altri complici laici vennero condannati a morte, per alto tradimento. Ludovico però, dopo un ripensamento, fece grazia di vita ai ribelli e tramutò la pena in condanna all'accecamento.
L'esecuzione, avvenne nell'agosto 818.
La morte colse Bernardo dopo tre giorni di agonia (il 17 agosto) a causa delle terribili ferite riportate. Il suo corpo fu trasportato a Milano e seppellito, nella basilica di Sant'Ambrogio.
Dopo la morte di Bernardo, il regno d'Italia passò sotto l'autorità imperiale di Ludovico il Pio.
Questa morte addolorò Ludovico e lo indusse, sopraffatto dai rimorsi, a pentirsi e a fare elemosine ai poveri, per intercedere per la sua anima; poi a graziare i complici di Bernardo (nell'821) e a compiere infine un atto di pubblica penitenza, che si tenne presso la corte di Attigny nell'822. Ciò nonostante, gli avvenimenti riguardanti Bernardo ridussero notevolmente il prestigio di cui godeva presso la nobiltà franca.

## Matrimonio e discendenza
Bernardo, nell'813, sposò Cunegonda (ca.800- dopo l'835). La sua identità familiare non è unanimemente accettata: secondo lo storico francese Christian Settipani, esperto di genealogie, e la Treccani era la figlia del Guglielmide Heriberto (circa 785-843), a sua volta figlio di Guglielmo di Gellone. Secondo invece numerosi studi, essa era una Supponide, i cui genitori non sono certi: secondo Tiziana Lazzari, il padre era un fratello non identificato di Suppone I.
Essi ebbero un figlio:
- Pipino[3] (circa 815 – dopo l'850), conte di Vermandois.

## Ascendenza
|                   |   |                     | Genitori          |  |  | Nonni |  |  | Bisnonni        |  |  | Trisnonni      |  |
|                   |   |                     |                   |  |  |       |  |  | Pipino il Breve |  |  | Carlo Martello |  |
|                   |   |                     |                   |  |  |       |  |  | Pipino il Breve |  |  | Carlo Martello |  |
|                   |   | Rotrude di Treviri  |                   |  |  |       |  |  | Pipino il Breve |  |  |                |  |
| Carlo Magno       |   |                     |                   |  |  |       |  |  | Pipino il Breve |  |  |                |  |
|                   |   | Bertrada di Laon    | Cariberto di Laon |  |  |       |  |  |                 |  |  |                |  |
|                   |   | Bertrada di Laon    | Cariberto di Laon |  |  |       |  |  |                 |  |  |                |  |
|                   |   | Bertrada di Laon    | Gisella di Laon   |  |  |       |  |  |                 |  |  |                |  |
| Pipino d'Italia   |   | Bertrada di Laon    |                   |  |  |       |  |  |                 |  |  |                |  |
|                   |   | Geroldo di Vintzgau | …                 |  |  |       |  |  |                 |  |  |                |  |
|                   |   | Geroldo di Vintzgau | …                 |  |  |       |  |  |                 |  |  |                |  |
|                   |   | Geroldo di Vintzgau | …                 |  |  |       |  |  |                 |  |  |                |  |
| Ildegarda         |   | Geroldo di Vintzgau |                   |  |  |       |  |  |                 |  |  |                |  |
|                   |   | Emma d'Alemannia    | Hnabi             |  |  |       |  |  |                 |  |  |                |  |
|                   |   | Emma d'Alemannia    | Hnabi             |  |  |       |  |  |                 |  |  |                |  |
|                   |   | Emma d'Alemannia    | …                 |  |  |       |  |  |                 |  |  |                |  |
| Bernardo d'Italia |   | Emma d'Alemannia    |                   |  |  |       |  |  |                 |  |  |                |  |
|                   | … | …                   |                   |  |  |       |  |  |                 |  |  |                |  |
|                   | … | …                   |                   |  |  |       |  |  |                 |  |  |                |  |
|                   | … | …                   |                   |  |  |       |  |  |                 |  |  |                |  |
| …                 | … |                     |                   |  |  |       |  |  |                 |  |  |                |  |
|                   |   | …                   | …                 |  |  |       |  |  |                 |  |  |                |  |
|                   |   | …                   | …                 |  |  |       |  |  |                 |  |  |                |  |
|                   |   | …                   | …                 |  |  |       |  |  |                 |  |  |                |  |
| ?                 |   | …                   |                   |  |  |       |  |  |                 |  |  |                |  |
|                   |   | …                   | …                 |  |  |       |  |  |                 |  |  |                |  |
|                   |   | …                   | …                 |  |  |       |  |  |                 |  |  |                |  |
|                   |   | …                   | …                 |  |  |       |  |  |                 |  |  |                |  |
| …                 |   | …                   |                   |  |  |       |  |  |                 |  |  |                |  |
|                   |   | …                   | …                 |  |  |       |  |  |                 |  |  |                |  |
|                   |   | …                   | …                 |  |  |       |  |  |                 |  |  |                |  |
|                   |   | …                   | …                 |  |  |       |  |  |                 |  |  |                |  |
|                   |   | …                   |                   |  |  |       |  |  |                 |  |  |                |  |

### Fonti primarie
- (LA)  Monumenta Germaniae Historica, Scriptores, tomus I.
- (LA)  Monumenta Germaniae Historica, Scriptores, tomus II.
- (LA)  Monumenta Germaniae Historica, Leges, Capitularia Regum Francorum, tomus I.

### Letteratura storiografica
- René Poupardin, Ludovico il Pio, in «Storia del mondo medievale», vol. II, 1979, pp. 558–582
- René Poupardin, I regni carolingi (840-918), in «Storia del mondo medievale», vol. II, 1979, pp. 583–635
- (DE)  Joerg Jarnut, Kaiser Ludwig der Fromme und Koenig Bernhard von Italien. Der Versuch einer Rehabilitierung, in: Studi medievali 30 (1989), pag. 637 - 648.